# Matiša Rajčić
Matiša Rajčić (Metković, 26. svibnja 1940. - Zagreb, 2. ožujka 1996.), hrvatski akademski glazbenik, solist i orguljaš.

## Životopis
Diplomirao je solo pjevanje u klasi Lava Vrbanića, a diplomirao je na i na klaviru i orguljama. U vrijeme župnikovanja fra Vjeke Vrčića u Metkoviću bio je članom župnog zbora sv. Ilije. Nastupao je na brojnim festivalima, a 1972. pobijedio je na Festivalu Slavonija '72. Prigodom posjeta Hrvatskoj pape Ivana Pavla II. otpjevato je pjesmu "Molitva". Snimio je nekoliko pjesama za Jugoton ("Trsek moj", "Čuk sedi", ...), a sudjelovao je u snimanju nosača zvuka Hrvatska liturgijska glazba 20. stoljeća koji je 1995. bio nominiran za nagradu Porin. Pjevao je u ansamblu sakralne glazbe Collegium pro musica sacra, u Akademskom zboru Palma u Zagrebu, te u zboru HRT-a i HNK-u. Postumno mu je dodijeljeno odlikovanje Reda Danice Hrvatske s likom Marka Marulića za umjetnost.